# Jean Pinet de Saint-Naixent
Jean Pinet de Saint-Naixent, ou Saint-Nexant, né le 4 novembre 1759 à Saint-Nexans (Dordogne), mort après 1815, est un général français de la Révolution et de l’Empire.
Il est le frère du conventionnel Jacques Pinet député de la Dordogne à l'assemblée législative.

## États de service
Il entre en service le 3 juin 1779, comme cadet gentilhomme au régiment d'Auvergne, il devient sous-lieutenant le 1er octobre 1780, et il sert en Amérique en 1782 et 1783. Lieutenant en second dans la compagnie de Tersac le 12 juin 1786, il donne sa démission le 3 juin 1788.
Il reprend du service le 6 septembre 1792, comme adjudant-major au 2e bataillon de volontaires de la Dordogne, et il sert à l’armée du Rhin en 1792 et 1793. Le 8 octobre 1793, il est nommé adjudant-général chef de bataillon à l’armée des Alpes, et il devient adjudant-général chef de brigade le 14 avril 1794. Il est promu général de brigade le 9 juin 1794, à l'armée des Pyrénées occidentales, et le 24 juillet suivant, il commande la 2e brigade de la division du général Delaborde, puis en décembre il commande provisoirement cette division.
Le 10 juin 1795, il est démis de ses fonctions par les représentants du peuple Meillan et Chaudron-Rousseau, et le 13 juin suivant, il n’est pas inclus dans la réorganisation des états-majors.
En 1815, il est déclaré apte à reprendre du service, mais il reste sans affectation.

## Sources
- (en) « Generals Who Served in the French Army during the Period 1789 - 1814: Eberle to Exelmans »
- (pl) « Napoléon.org.pl »
- Georges Six, Dictionnaire biographique des généraux & amiraux français de la Révolution et de l'Empire (1792-1814), Paris : Librairie G. Saffroy, 1934, 2 vol., p. 314